# كلفن أندروود
كلفن أندروود (بالإنجليزية: Kelvin Underwood)‏ هو فنان إيقاعي وموسيقي أمريكي، ولد في 22 مارس 1975 في فاييتفيل في الولايات المتحدة.